# Ioan Popovici-Bănățeanul
Ion Popovici-Bănățeanu (n. 17 aprilie 1869, Lugoj, Severin⁠(d), Austro-Ungaria – d. 29 august 1893, Lugoj, Comitatul Caraș-Severin, Austro-Ungaria) a fost un nuvelist român și promotor al limbii literare bănățene.

## Viața
S-a născut într-o familie de meseriași, fiu al unui maistru-opincar. A urmat liceul maghiar la Lugoj, liceul român la Brașov apoi institutul de pedagogic și teologic la Caransebeș. Înainte de a termina studiile, intră în conflict cu conducerea institutului și pleacă în 1892 la București pentru a ocupa postul de funcționar la "Liga pentru unitatea culturală a românilor". Totodată intră în contact cu membrii Junimii și este remarcat de Titu Maiorescu. Acest lucru îi permite să-și publice rapid câteva din poeziile și nuvelele sale, în revista Convorbiri literare. În special nuvela sa În lume atrage recunoașterea calităților sale de nuvelist. În scrierile sale Bănățeanu descrie datinile și năravurile lugojenilor, într-un grai bănățean mult mai literar și mai rafinat. A mai tradus din Ibsen și Bjørnson.
La scurt timp de la debutul literar, se îmbolnăvește și este nevoit să se întoarcă acasă, în primăvara lui 1893. Vara o petrece la Băile Tușnad, încercând să-și recupereze sănătatea, însă fără rezultat. Se întoarce acasă unde se stinge din viață pe 29 august 1893, la vârsta de numai 23 de ani.

## Opera
- Expedițiunea nordică, Ibsen (traducere a unei piese în 4 acte)
- Din viața meseriașilor (1909)
- În lume
- Darul lui Hristos
- La fereastră

Colaborări
- Convorbiri Literare
- Familia
- Tribuna
- Gazeta Bucovinei
- Adevărul